# 삼성디지털이미징
삼성디지털이미징(Samsung Digital Imaging)은 2010년 4월 1일 삼성전자와 합병으로 삼성전자의 디지털이미징 사업부분으로 편입되었다.
삼성전자 디지털이미징 사업부의 전신은 1977년 설립된 삼성정밀을 모태로 한다. 이후 삼성항공산업주식회사, 삼성케녹스카메라 등의 명칭으로 변경되어 왔고, 2009년 삼성테크윈에서 디지털 카메라 부분이 분사하여 삼성디지털이미징으로 독립, 2010년 삼성전자와 합병하였다.

## 카메라

#### DSLR 카메라
- GX-1S
- GX-1L
- GX-10
- GX-20

#### 미러리스 카메라
NX CLASSIC
- NX10
- NX5
- NX11
- NX20

NX STYLE
- NX100
- NX200
- NX210
- NX300

## 같이 보기
- 펜탁스
- 펜탁스 K 마운트